# Oedignatha affinis
Oedignatha affinis es una especie de araña del género Oedignatha, Esta especie es endémica de Sri Lanka.